# Schweizer Alpine Skimeisterschaften 2023
Die Schweizer Alpinen Skimeisterschaften 2023 fanden vom 25. bis 31. März in Verbier im Kanton Wallis statt. Auf dem Programm standen die Disziplinen Abfahrt, Super-G, Riesenslalom, Slalom und Kombination. Der Slalom der Herren und der Riesenslalom der Frauen konnten wegen dichten Nebels und heftigen Schneetreibens am 26. März nicht durchgeführt werden. Sie wurden am 12. April in Saint-Luc bzw. in Davos nachgeholt.

## Herren

### Abfahrt
| Platz | Sportler             | Zeit (min) |
| ----- | -------------------- | ---------- |
| 1     | Justin Murisier      | 1:12,56    |
| 2     | Arnaud Boisset       | 1:13,41    |
| 3     | Gaël Zulauf          | 1:13,71    |
| 4     | Lenz Hächler         | 1:13,86    |
| 5     | Samuel Bleisch       | 1:14,07    |
| 5     | Marco Pfiffner (LIE) | 1:14,07    |
| 7     | Gino Caviezel        | 1:14,11    |
| 8     | Niels Hintermann     | 1:14,45    |
| 9     | Josua Mettler        | 1:14,49    |
| 10    | Gabin Janet          | 1:14,56    |

Datum: 29. März

### Super-G
| Platz | Sportler             | Zeit (min) |
| ----- | -------------------- | ---------- |
| 1     | Denis Corthay        | 1:06,21    |
| 2     | Stefan Rogentin      | 1:06,23    |
| 3     | Franjo von Allmen    | 1:06,43    |
| 4     | Marco Pfiffner (LIE) | 1:06,45    |
| 5     | Josua Mettler        | 1:06,53    |
| 6     | Marco Kohler         | 1:06,55    |
| 7     | Gaël Zulauf          | 1:06,65    |
| 8     | Lars Rösti           | 1:06,81    |
| 9     | Fabian Spring        | 1:06,84    |
| 10    | Andri Moser          | 1:06,95    |

Datum: 31. März

### Riesenslalom
| Platz | Sportler          | Zeit (min) |
| ----- | ----------------- | ---------- |
| 1     | Marco Odermatt    | 1:29,30    |
| 2     | Thomas Tumler     | 1:29,38    |
| 3     | Lenz Hächler      | 1:30,60    |
| 4     | Marco Fischbacher | 1:30,62    |
| 5     | Semyel Bissig     | 1:30,73    |
| 6     | Josua Mettler     | 1:31,07    |
| 7     | Tanguy Nef        | 1:31,13    |
| 8     | Fadri Janutin     | 1:31,24    |
| 8     | Justin Murisier   | 1:31,24    |
| 10    | Dominic Ott       | 1:31,29    |

Datum: 25. März

### Slalom
| Platz | Sportler          | Zeit (min) |
| ----- | ----------------- | ---------- |
| 1     | Lenz Hächler      | 1:30,11    |
| 2     | Sandro Simonet    | 1:30,13    |
| 3     | Luc Herrmann      | 1:30,25    |
| 4     | Federico Toscano  | 1:30,96    |
| 5     | Florian Vogt      | 1:31,09    |
| 6     | Noel von Grünigen | 1:31,16    |
| 7     | Nick Spörri       | 1:31,19    |
| 8     | Emric Corthay     | 1:31,28    |
| 8     | Reto Mächler      | 1:31,28    |
| 10    | Aurelio Wyrsch    | 1:31,42    |

Datum: 12. April

### Kombination
Rennen abgesagt.
Datum: 31. März

## Damen

### Abfahrt
| Platz | Sportlerin                  | Zeit (min) |
| ----- | --------------------------- | ---------- |
| 1     | Delia Durrer                | 1:15,22    |
| 2     | Stephanie Jenal             | 1:15,80    |
| 3     | Juliana Suter               | 1:16,17    |
| 4     | Nathalie Gröbli             | 1:16,62    |
| 5     | Janine Schmitt              | 1:16,88    |
| 6     | Stefanie Grob               | 1:16,89    |
| 7     | Stefanie Fleckenstein (CAN) | 1:17,14    |
| 8     | Janine Mächler              | 1:17,48    |
| 9     | Delphine Darbellay          | 1:17,53    |
| 10    | Leandra Zehnder             | 1:17,67    |

Datum: 30. März

### Super-G
| Platz | Sportlerin                  | Zeit (min) |
| ----- | --------------------------- | ---------- |
| 1     | Delia Durrer                | 1:08,15    |
| 2     | Stephanie Jenal             | 1:08,23    |
| 3     | Juliana Suter               | 1:08,91    |
| 4     | Stefanie Fleckenstein (CAN) | 1:09,23    |
| 5     | Stefanie Grob               | 1:09,32    |
| 6     | Nathalie Gröbli             | 1:09,37    |
| 7     | Isabella Pedrazzi           | 1:09,42    |
| 8     | Malorie Blanc               | 1:09,61    |
| 9     | Nora Guggisberg             | 1:09,67    |
| 10    | Laura Huber                 | 1:09,77    |

Datum: 31. März

### Riesenslalom
| Platz | Sportlerin            | Zeit (min) |
| ----- | --------------------- | ---------- |
| 1     | Lisa Hörhager (AUT)   | 2:15,98    |
| 2     | Michaela Heider (AUT) | 2:16,88    |
| 2     | Delphine Darbellay    | 2:16,88    |
| 4     | Stefanie Grob         | 2:16,94    |
| 5     | Lara Baumann          | 2:17,40    |
| 6     | Janine Schmitt        | 2:17,49    |
| 7     | Andrea Ellenberger    | 2:17,67    |
| 8     | Priska Nufer          | 2:17,83    |
| 9     | Aline Höpli           | 2:17,94    |
| 10    | Laura Huber           | 2:17,96    |

Datum: 12. April

### Slalom
| Platz | Sportlerin       | Zeit (min) |
| ----- | ---------------- | ---------- |
| 1     | Anuk Brändli     | 1:39,71    |
| 2     | Nicole Good      | 1:40,26    |
| 3     | Wendy Holdener   | 1:40,34    |
| 4     | Mélanie Meillard | 1:40,60    |
| 5     | Elena Stoffel    | 1:41,53    |
| 6     | Elyssa Kuster    | 1:41,90    |
| 7     | Anja Christen    | 1:42,59    |
| 8     | Janine Schmitt   | 1:43,01    |
| 9     | Annie Farquet    | 1:43,22    |
| 10    | Anina Zurbriggen | 1:44,48    |

Datum: 25. März

### Kombination
Rennen abgesagt.
Datum: 31. März